# El gendarme i les gendarmes
El gendarme i les gendarmes (títol original: Le gendarme et les gendarmettes) és una pel·lícula francesa dirigida per Jean Girault i Tony Aboyantz, estrenada l'any 1982.
Jean Girault mor durant el rodatge i és l'ajudant realitzador, Tony Aboyantz, qui acaba el rodatge i a continuació el muntatge de la pel·lícula. Es tracta així de l'última pel·lícula rodada per aquest director, però igualment pel seu actor principal, Louis de Funès, mort menys d'un any després. Aquesta pel·lícula és la sisena i última de la sèrie d'El gendarme. És precedida d'El gendarme i els extraterrestres.
Ha estat doblada al català.

## Argument

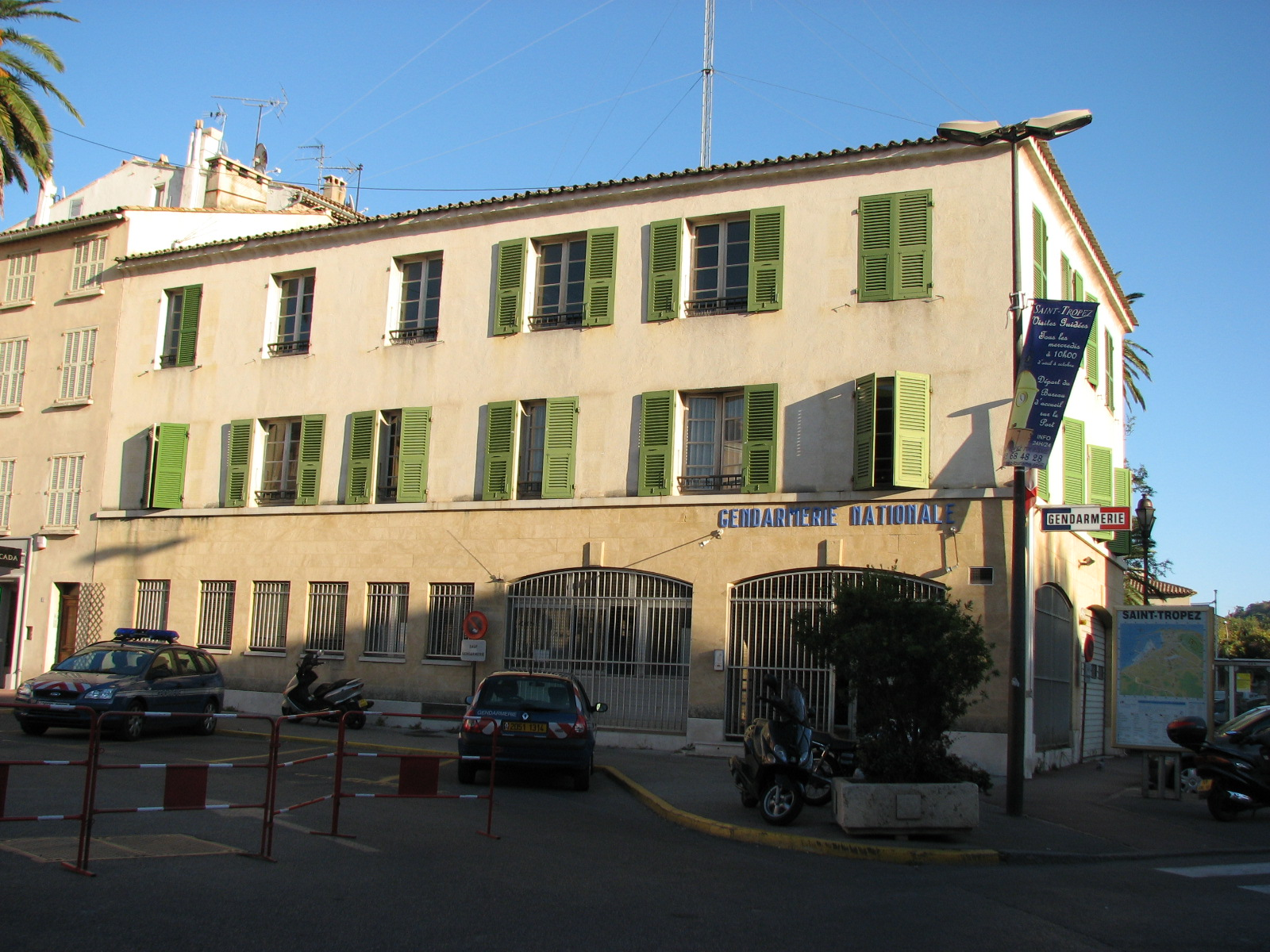
La nova gendarmeria de Sant Tropetz.

En els seus nous locals flamants, la brigada de Sant Tropetz, ha adquirit un ordinador tan poderós que respon a totes les qüestions, i és encarregat d'acollir, de prendre cura i de formar un contingent de quatre joves dones d'uniforme. Un especialista de l'espionatge informàtic segresta, una darrera l'altra, les noves reclutes. L'existència de la brigada és posada en perill per aquests segrestaments, la raó dels quals sembla inexplicable, els nostres gendarmes desplegaran amb perill de la seva vida, tot l'enginy per trobar aquestes dones que havien de vigilar.

## Repartiment
- Els gendarmes
  - Louis de Funès: Ludovic Cruchot
  - Michel Galabru: Alphonse Agarbar, ajudant[Note 1]
  - Maurice Risch: Beaupied
  - Patrick Préjean: Perlin
  - Guy Grosso: Gaston Tricard
  - Michel Modo: Jules Berlicot
- Les gendarmes
  - Babeth Étienne: Marianne Gorra
  - Nicaise Jean-Louis: Yo Macumba, filla d'un president africà
  - Catherine Hivernacle: Christine Recourt
  - Sophie Michaud: Isabelle Leroy
- Claude Gensac: Josépha Cruchot
- France Rumilly: sor Clotilde
- Micheline Bourday: la Sra. Agarbar
- Jacques François: el coronel

## Genèsi
Després de l'èxit del El gendarme i els extraterrestres, Jean Girault, Jacques Vilfrid i Louis de Funès pensen evidentment en una nova pel·lícula. Es llancen en principi en idees reprenent la mateixa vena fantàstica de la 5a pel·lícula de la sèrie: pensen llavors en un retorn o una venjança de les extraterrestres o un viatge en l'espai de la brigada de Sant-Tropez (el títol El Gendarme en òrbita els ve al cap) o la desaparició de Cruchot en el Triangle de les Bermudes i fins i tot un viatge en el temps dels gendarmes que, després d'un viatge en el plat volador de les extraterrestres, van al 1815 a Waterloo i es troben amb l'emperador Napoleó. Finalment, Jean Girault, Jacques Vilfrid i Louis de Funès, treballant sobre aquest Gendarme i la revenja de les Extra-terrestres, s'interessen per la novel·la La Soupe aux choux de René Fallet. Aquesta idea del 6è opus del Gendarme desemboca finalment sobre l'adaptació de la novel·la de René Fallet : La Soupe aux choux surt l'any 1981 amb, en el repartiment, Louis de Funès, Jean Carmet i Jacques Villeret.
Mentrestant, les primeres dones entren a la Gendarmeria Nacional Francesa: en lloc d'un retorn dels extraterrestres, Jean Girault, Jacques Vilfrid i Louis de Funès es plantegen l'arribada de dones gendarmes a la brigada de Sant-Tropez.